# بيت رجال (بني مطر)

تعديل مصدري - تعديل

بيت رجال هي إحدى قرى عزلة شهاب الأعلى بمديرية بني مطر التابعة لمحافظة صنعاء، بلغ تعداد سكانها 1090 نسمة حسب تعداد اليمن لعام 2004.